# كريس غلوفر
كريس غلوفر هو سياسي كندي، ولد في 4 سبتمبر 1961 في أوشاوا في كندا. حزبياً، نشط في الحرب الديمقراطي الجديد لأونتاريو.